# Sphaerosoma winneguthi
Sphaerosoma winneguthi is een keversoort uit de familie Alexiidae. De wetenschappelijke naam van de soort is voor het eerst geldig gepubliceerd in 1915 door Apfelbeck.